# ماركو بارولو
ماركو بارولو (بالإيطالية: Marco Parolo)‏ وهو لاعب كُرة قدم إيطالي في مركز الوسط المدافع ولد في يوم 25 يناير 1985 في مدينة غالاراتي في إيطاليا وهو يلعب حالياً مع نادي لاتسيو وسبق له اللعب مع نادي بارما ونادي تشيزينا وكييفو فيرونا وفوليغنو ونادي بيستويسي ونادي كومو ولعب مع منتخب إيطاليا لكرة القدم ويبلغ طوله 186 سم.

## روابط خارجية
- ماركو بارولو على موقع الاتحاد الأوربي (الإنجليزية)
- ماركو بارولو على موقع قاعدة بيانات كرة القدم.إي يو (الإنجليزية)
- ماركو بارولو على موقع ناشيونال فوتبول تيمز (الإنجليزية)
- ماركو بارولو على موقع Soccerway.com (الإنجليزية)
- ماركو بارولو على موقع عالم كرة القدم.نت (الإنجليزية)
- ماركو بارولو على موقع AS.com (الإسبانية)